# Juli Borràs
Juli Borràs, va ser un ciclista català que va córrer durant els anys 20 del segle xx. En el seu palmarès destaquen un tercer lloc a la general a la Volta a Catalunya de 1928 i un 6è a la del 27.

## Palmarès
- 1928
  - Vencedor d'una etapa a la Volta a Catalunya